# Stephan Lichtsteiner
Stephan Lichtsteiner, född 16 januari 1984 i Adligenswil, är en schweizisk före detta fotbollsspelare. Han spelade under sin karriär för det schweiziska landslaget, som han representerat i EM 2008, VM 2010 och VM 2014 innan han blev uttagen till VM 2018. 
Lichtsteiner är känd för sina löpningar ner till höger flank när laget attackerar framåt, därav har han fått sina smeknamn "Forrest Gump" och "The Swiss Express". Han är en offensiv ytterback som även kan spela på mittfältet, med högt tempo och med en hög toppfart.

## Karriär
Den 5 juni 2018 värvades Lichtsteiner av Arsenal. I augusti 2019 värvades Lichtsteiner av Augsburg, där han skrev på ett ettårskontrakt. I augusti 2020 meddelade Lichtsteiner att han avslutade sin fotbollskarriär.